# Темний потік
Темний потік — назва руху скупчень галактик, виявленого 2008 року в дослідженні реліктового випромінювання. Відповідно до стандартної космологічної моделі рух груп галактик має бути безладним і хаотичним. Однак, аналізуючи трирічні дані WMAP, із застосуванням кінематичного ефекту Сюняєва-Зельдовича, автори дослідження виявили свідчення узгодженого руху принаймні 1400 скупчень. На думку астрофізиків, причиною виникнення темного потоку може бути вплив маси, яка в наш час перебуває поза межами видимої частини Всесвіту. Крім того, може існувати й більш екзотичне пояснення: потік може пояснюватися наявністю паралельного всесвіту, з яким на момент Великого Вибуху наш світ був сплутаний (у сенсі квантової механіки).
Існування темного потоку в багатьох дослідників викликало сумніви, оскільки виміри швидкості 715 скупчень каталогу ROSAT із використанням 7-річних даних WMAP та поліпшеного фільтру, що дозволяє точніше відокремити ефект Сюняєва — Зельдовича від випадкових шумів за особливостями спектру, не виявили узгодженого руху скупчень.